# Петрович, Сава
Са́ва Пе́трович (серб. Сава Петровић; 1839—1889) — сербский ботаник и военный врач.

## Биография
Родился в Шабаце 14 января 1839 года. Учился в Белграде, окончил физико-математический факультет Белградского лицея (ныне — Белградский университет). При поддержке Йосифа Панчича получил грант на обучение медицине и хирургии во Франции. В ноябре 1866 года защитил диссертацию доктора медицины в Париже.
В 1867 году работал главным врачом общины в Крушеваце, в свободное время занимался ботаническим сбором. Затем Петрович стал военным врачом в Белграде.
С 1873 года Петрович был личным врачом князя и будущего короля Сербии Милана Обреновича, в свободное время занимался изучением флоры окрестностей Ниша.
Петрович — автор первой ботанической монографии на сербском языке. Она была посвящена роду Рамонда. Также он впервые стал заниматься инвентаризацией лекарственной флоры Сербии, в 1883 году издал первую фармакопею.
В 1872 году Сава Петрович стал одним из 15 членом-основателей Сербского медицинского общества.
Скончался 20 января 1889 года. Похоронен на Новом кладбище Белграда.

## Некоторые научные работы
- Petrović, S. Flora agri nyssani. — Beograd, 1882. — 950 + xxxii p.

## Некоторые виды растений, названные в честь С. Петровича
- Valerianella petrovichii Asch., 1881